# Johny Johny Yes Papa
«Johny Johny Yes Papa» (с англ. — «Джонни, Джонни. — Да, папа») — детская песня на английском языке о ребёнке Джонни, которого поймал отец за поеданием сахара — Джонни солгал ему, что «не ест сахар».  Версии с многочисленными стихами обычно продолжаются вариациями на эту тему.

## История
В книге 1989 года американского ученого и профессора Франселия Батлер написано, что песня появилась в Кении. Однако, по словам Винота Чандара, генерального директора ChuChu TV, детский стишок был уже достаточно старым, чтобы к 2018 году стать достоянием общественности Индии. Это указывает на то, что стихотворению должно быть не менее 60 лет (согласно индийскому закону об авторском праве); Чандар написал в 2018 году, что он «слышал его» в детстве, и что пожилые люди тоже слушали его.

## Текст песни
Текст песни создан как ответ колыбельной песне «Twinkle, Twinkle, Little Star» (рус. Сияй, сияй, маленькая звездочка); песня «Johny, Johny, Yes, Papa» исполняется с той же мелодией. Первоначальная и самая известная версия песни выглядит таким образом:
Johny, Johny,

Yes papa?

Eating sugar?

No papa.

Telling lies?

No papa.

Open your mouth

Ha ha ha!
Перевод:
－Джонни, Джонни!

－Да, папа? 

－Ты ешь сахар?

－Нет, папа. 

－Ты врешь?

－Нет, папа. 

－Открой рот. 

－Ха-ха-ха!

## Видеоклипы
Согласно веб-сайту Polygon, видеоклип был впервые опубликован на YouTube как детский стишок в 2009 году на канале Shemrock Nursery Rhymes. Однако песня впервые появилась на YouTube в 2007 году, где она использовалась в индийской рекламе. Детский стишок был воссоздан многими другими развлекательными каналами YouTube, ориентированными на маленьких детей. По состоянию на апрель 2023 года видео, содержащее песню, загруженную ChuChu TV в 2014 году, имеет более 1,9 миллиарда просмотров, а еще одно видео с этой песней, загруженное на YouTube Loo Loo Kids в 2016 году, имеет более 6,6 миллиардов просмотров.  Версия Loo Loo Kids является 3-м видео в списке самых просматриваемых видео на сайте  . Видео Youtube канала CVS 3D Rhymes & Kids Songs было занесено в 2015 году цифровой медиа-компанией The Daily Dot в список одиннадцати «ненамеренно тревожащих» видео YouTube для детей

## Интернет-мем
Эта песня стала интернет-мемом в августе 2018 года, и  версия Billion Surprise Toys — компании с 16 миллионами подписчиков на канале YouTube — стала особенно популярной в Twitter. В этой версии Джонни и его отец выполняют движения, как в популярном танце «Gangnam Style»,   танец соединяется песней, в которой повторяется фраза  «ду-ду-ду-да-ду» из песни «Акулёнок». Различные видео обучающих каналов были впоследствии описаны как «ужасающие», «тревожные», «бессмысленные» и как «богом забытый кошмар». Популярность песни объясняется феноменом Эльзагейт, который может привести видео на YouTube к потенциальному беспорядку или абсурду, если алгоритмически показывать их детям через сайт YouTube и через приложение YouTube Kids. В журналах The Verge, Mashable и New York Magazine обнаружено, что «ремиксы» компании Billion Surprise Toys, в одном из которых был человекоподобный холодильник (он исполнял роль лжеца), были особенно абсурдными даже по сравнению с другими видео «Johny Johny Yes Papa».
Вскоре после того, как песня стала вирусной, компания Billion Surprise Toys начала агрессивно выдавать DMCA запросы на удаление видео и изображений, взятых из своих видео и опубликованных в социальных сетях.  Этот шаг был противоречивым из-за неясного статуса авторского права самой песни и американского закона об авторском праве, разрешающего пародии как формы добросовестного использования, в Объединенных Арабских Эмиратах (родная страна компании Billion Surprise Toys) также разрешено "Воспроизведение видео в целях личного, некоммерческого и непрофессионального использования" в соответствии с законами добросовестного использования.